# Dioptopsis djordjevici
Dioptopsis djordjevici is een muggensoort uit de familie van de Blephariceridae. De wetenschappelijke naam van de soort is voor het eerst geldig gepubliceerd in 1932 door Komarek.